# Lycosa nordenskjoldi
Lycosa nordenskjoldi este o specie de păianjeni din genul Lycosa, familia Lycosidae, descrisă de Tullgren, 1905. Conform Catalogue of Life specia Lycosa nordenskjoldi nu are subspecii cunoscute.